# Hội đồng Olympic châu Á
Hội đồng Olympic châu Á (OCA) là một tổ chức điều hành các hoạt động thể thao tại châu Á, với 45 thành viên thuộc các quốc gia và vùng lãnh thổ. Chủ tịch hiện tại là Hoàng thân Sheikh Fahad Al-Sabah. Quốc gia trở thành thành viên sớm nhất của Hội đồng là Nhật Bản, được Ủy ban Olympic quốc tế (IOC) công nhận năm 1912; và Đông Timor là thành viên mới nhất, gia nhập năm 2003. Trụ sở chính của Hội đồng đặt tại thành phố Kuwait.

## Thành viên hiện tại
Bảng liệt kê dưới đây bao gồm các quốc gia, mã quy ước theo IOC, năm thành lập cùng các chú thích. Ủy ban Olympic của Ma Cao, Trung Quốc được OCA thừa nhận là thành viên, nhưng không được sự tán đồng của IOC nên không được phép tham dự Thế vận hội.
| Quốc gia                             | Mã  | Ủy ban Olympic quốc gia                                    | Thành lập | Chú thích                                           |
| ------------------------------------ | --- | ---------------------------------------------------------- | --------- | --------------------------------------------------- |
| Afghanistan                          | AFG | Ủy ban Olympic quốc gia Afghanistan                        | 1935/1936 |                                                     |
| Bahrain                              | BRN | Ủy ban Olympic Bahrain                                     | 1978/1979 |                                                     |
| Bangladesh                           | BAN | Hội đồng Olympic Bangladesh                                | 1979/1980 |                                                     |
| Bhutan                               | BHU | Ủy ban Olympic Bhutan                                      | 1983      |                                                     |
| Brunei                               | BRU | Hội đồng Olympic quốc gia Brunei Darussalam                | 1984      |                                                     |
| Campuchia                            | CAM | Ủy ban Olympic quốc gia Campuchia                          | 1983/1994 |                                                     |
| Trung Quốc                           | CHN | Ủy ban Olympic Trung Quốc                                  | 1910/1979 |                                                     |
| Đài Bắc Trung Hoa                    | TPE | Ủy ban Olympic Đài Bắc Trung Hoa                           | 1960      |                                                     |
| Hồng Kông                            | HKG | Liên đoàn Thể thao và Ủy ban Olympic Hồng Kông, Trung Quốc | 1950/1951 |                                                     |
| Ấn Độ                                | IND | Hiệp hội Olympic Ấn Độ                                     | 1927      |                                                     |
| Indonesia                            | INA | Ủy ban Thể thao quốc gia Indonesia                         | 1946/1952 |                                                     |
| Iran                                 | IRI | Ủy ban Olympic quốc gia Iran                               | 1947      |                                                     |
| Iraq                                 | IRQ | Ủy ban Olympic quốc gia Iraq                               | 1948      |                                                     |
| Nhật Bản                             | JPN | Ủy ban Olympic Nhật Bản                                    | 1911/1912 |                                                     |
| Jordan                               | JOR | Ủy ban Olympic Jordan                                      | 1957/1963 |                                                     |
| Kazakhstan                           | KAZ | Ủy ban Olympic quốc gia Cộng hòa Kazakhstan                | 1990/1993 |                                                     |
| CHDCND Triều Tiên                    | PRK | Ủy ban Olympic Cộng hòa Dân chủ Nhân dân Triều Tiên        | 1953/1957 |                                                     |
| Hàn Quốc                             | KOR | Ủy ban Olympic Hàn Quốc                                    | 1946/1947 |                                                     |
| Kuwait                               | KUW | Ủy ban Olympic Kuwait                                      | 1957/1966 |                                                     |
| Kyrgyzstan                           | KGZ | Ủy ban Olympic quốc gia Cộng hòa Kyrgyzstan                | 1991/1993 |                                                     |
| Lào                                  | LAO | Ủy ban Olympic quốc gia Lào                                | 1975/1979 |                                                     |
| Liban                                | LIB | Ủy ban Olympic Liban                                       | 1947/1948 |                                                     |
| Ma Cao                               | MAC | Ủy ban Olympic Ma Cao                                      | 1987/2009 | Lưu trữ ngày 3 tháng 7 năm 2009 tại Wayback Machine |
| Malaysia                             | MAS | Hội đồng Olympic Malaysia                                  | 1953/1954 |                                                     |
| Maldives                             | MDV | Ủy ban Olympic Maldives                                    | 1985      |                                                     |
| Mông Cổ                              | MGL | Ủy ban Olympic quốc gia Mông Cổ                            | 1956/1962 |                                                     |
| Myanmar                              | MYA | Ủy ban Olympic Myanmar                                     | 1947      |                                                     |
| Nepal                                | NEP | Ủy ban Olympic Nepal                                       | 1962/1963 |                                                     |
| Oman                                 | OMA | Ủy ban Olympic Oman                                        | 1982      |                                                     |
| Pakistan                             | PAK | Hiệp hội Olympic Pakistan                                  | 1948      |                                                     |
| Palestine                            | PLE | Ủy ban Olympic Palestine                                   | 1995      |                                                     |
| Philippines                          | PHI | Ủy ban Olympic Philippines                                 | 1911/1929 |                                                     |
| Qatar                                | QAT | Ủy ban Olympic Qatar                                       | 1979/1980 |                                                     |
| Ả Rập Xê Út                          | KSA | Ủy ban Olympic Ả Rập Xê Út                                 | 1964/1965 |                                                     |
| Singapore                            | SIN | Hội đồng Olympic quốc gia Singapore                        | 1947/1948 |                                                     |
| Sri Lanka                            | SRI | Ủy ban Olympic quốc gia Sri Lanka                          | 1937      |                                                     |
| Syria                                | SYR | Ủy ban Olympic Syria                                       | 1948      |                                                     |
| Tajikistan                           | TJK | Ủy ban Olympic quốc gia Cộng hòa Tajikistan                | 1992/1993 |                                                     |
| Thái Lan                             | THA | Ủy ban Olympic quốc gia Thái Lan                           | 1948/1950 |                                                     |
| Đông Timor                           | TLS | Ủy ban Olympic quốc gia Đông Timor                         | 2003      |                                                     |
| Turkmenistan                         | TKM | Ủy ban Olympic quốc gia Turkmenistan                       | 1990/1993 |                                                     |
| Các Tiểu vương quốc Ả Rập Thống nhất | UAE | Ủy ban Olympic UAE                                         | 1979/1980 |                                                     |
| Uzbekistan                           | UZB | Ủy ban Olympic quốc gia Cộng hòa Uzbekistan                | 1992/1993 |                                                     |
| Việt Nam                             | VIE | Ủy ban Olympic Việt Nam                                    | 1976/1979 |                                                     |
| Yemen                                | YEM | Ủy ban Olympic Yemen                                       | 1971/1981 |                                                     |

### Cựu thành viên
| Quốc gia | Mã  | Ủy ban Olympic quốc gia | Thành lập | Chú thích |
| -------- | --- | ----------------------- | --------- | --------- |
| Israel   | ISR | Ủy ban Olympic Israel   | 1933/1952 |           |

Israel rút tên thành viên của Hội đồng Olympic châu Á từ năm 1981. Hiện tại, quốc gia này đang là thành viên chính thức của Hội đồng Olympic châu Âu (EOC).

## Hoạt động của OCA
- ASIAD
- AIGs[1]
- EAGs
- SEA Games
- Asian Martial Arts Games[1]
- Asian Winter Games
- Asian Beach Games
- Asian Youth Games
- Asian Indoor & Martial Arts Games
- FECG